# Ґун Лі
Ґун Лі (кит.: 巩俐; *31 грудня 1965, Шеньян) — китайська акторка, популяризаторка китайського кіно в Європі та Америці.

## Життєпис
Народилася у 1965 році у м.Шеньян (провінція Ляонін). Була донькою Ґун Ліцзе, професора економіки, та Чжао Ін, матеріалознавиці. Виросла в Цзінані, центрі провінції Шаньдун. З дитячих років полюбила музику і деякий час мріяла про кар'єру співачки. Але, провалившись на вступних іспитах у музичну школу, вступила до Пекінської театральної академії. У 1985 році була прийнята в престижну Академію драми в Пекіні, яку закінчила у 1989 році і де познайомилася з режисером Чжаном Їмоу і виконала головну роль у його першому фільмі «Червоний гаолян» (1987 рік).
Після успішного дебюту акторка завоювала популярність як в Китаї, так і в усьому світі, знімаючись у фільмах Чжана Їмоу: «Цзюй Доу» (1990 рік), «Запали червоний ліхтар», за роль в якому Ґун Лі була номінована на «Оскар»; «Цю Цзю звертається до суду», після чого була номінована як «Найкраща акторка» на Венеційському кінофестивалі 1992 року.
Першою серйозною роллю в іншого режисера стала головна роль у фільмі Ченя Кайге «Прощавай, моя наложнице» (1993 рік). У червні 1998 року Ґун Лі отримала французький Орден літератури і мистецтва, а через два роки увійшла до складу журі на ювілейному 50-му Берлінському фестивалі. У 2006 році за результатами голосування в Китаї вона була визнана найкрасивішою жінкою. Останньою великою роботою Ґун Лі була роль імператорки в комедії «Чого хочуть жінки» (2011 рік). Нагороджена також двома нагороди «Золотий півень», премією Національної ради кінокритиків США, Берлінського, Каннського, Венеційського кінофестивалів. Володарка почесного звання «Артист Світу». З 2005 року стала частіше з'являтися в голлівудських постановках, зокрема, «Мемуари гейші» та «Поліція Маямі».

## Родина
Ґун Лі пов'язували тривалі відносини з Чжаном Імоу, які настільки широко висвітлювалися в пресі, що Гун Лі помилково називали його дружиною. У 1995 році їх роман закінчився скандалом, який поклав край і творчій співпраці. У 1996 році з'явилися чутки про те, що Ґун Лі одужилася з Ооі Хоесеном, тютюновим магнатом із Сінгапуру. Акторка заперечувала їх, поки сінгапурська газета не опублікувала копію їх шлюбного свідоцтва. Вони одружилися в листопаді 1996 року в Гонконзі, а в 2008 році Ґун Лі змінила китайське громадянство на сінгапурське. У 2010 році шлюб розпався.